# ムサ・バロウ
ムサ・バロウ（Musa Barrow, 1998年11月14日 - ）は、ガンビア・バンジュール出身のサッカー選手。ガンビア代表。アル・タアーウンFC所属。ポジションはFW。

## 来歴
2016年にアタランタBCのプリマヴェーラに入所。2017-18シーズンにユースリーグに昇格。2018年1月の時点で15試合の出場で19得点を記録するなど、早速注目を集める。同シーズン終盤にトップチームに昇格。4月19日のベネヴェント・カルチョ戦で、プロ初ゴールを決めた。同シーズン終了後には、まだプロデビューしたばかりにもかかわらず、ユヴェントスFC、インテル・ミラノ、ボルシア・ドルトムント、SSラツィオ、チェルシーFC、トッテナム・ホットスパーFC同いった有力チームが、バロウの獲得には興味を示すまでに注目された。更に2018年度にゴールデンボーイ賞の最終候補にも名を連ねた。
翌2018-19シーズンは、ゴールから遠ざかったものの、2019年5月11日のジェノアCFC戦で、シーズン初ゴールを決めた。
2020年1月17日、ボローニャFCへ買い取りオプション付きのレンタル移籍が発表された。2021年7月2日、買い取りオプションが行使され、完全移籍となった。
2023年9月4日、サウジ・プロリーグのアル・タアウーンは、バローと3年契約を結んだことを発表しました。 契約金は800万ユーロと報じられており、ボーナスを含めると1000万ユーロに達する可能性があります。  9月16日、彼はデビュー戦となるアル・アハリ戦で初ゴールを挙げましたが、試合は3–2で敗れました。

## ガンビア代表
2018年9月8日のアフリカネイションズカップ2019予選のアルジェリア戦で、ガンビア代表初出場を果たした。
バローは2018年9月8日、2019年アフリカネイションズカップ予選でアルジェリアと1–1で引き分けた試合で、ガンビア代表のシニアチームデビューを果たしました。 彼は2021年アフリカネイションズカップで2ゴールを挙げ、この大会は彼の代表チームにとって初の大陸トーナメントとなり、驚くべき準々決勝進出を果たしました。